# Грабовецкий, Эммануил Маркович
Эммануи́л Ма́ркович Грабове́цкий (укр. Еммануїл Маркович Грабовецький, ивр. עמנואל גרבובצקי‎; 26 июля 1912, Симферополь — 5 февраля 2007, Нетания, Центральный округ) — советский, украинский и израильский художник-график, книжный иллюстратор, оформитель, плакатист. Член Союза художников СССР (1953). Участник Великой Отечественной войны, партизан Крыма, член КПСС. Награждён орденами и медалями.

## Биография
Родился 26 июля 1912 года в Симферополе. Отец — Мордух Лейбович Грабовецкий, в начале XX века держал в Симферополе свою гравировальную мастерскую, потом работал гравёром-литографом в Симферопольской типографии. Жила семья Грабовецких в доме № 10 на улице Казанской: Мордух, жена Мария, дочь Эсфирь и сыновья Эммануил и Михаил (Моисей).  
Именно М. Грабовецкий в домашней мастерской изготовил гравюры на камнях, с помощью которых были напечатаны денежные знаки Крымского краевого правительства. На гербе купюр в 10 и 25 рублей он зашифровал свои инициалы в виде перепонок на лапах орла.
Эмма обучался в студии баталиста Н. С. Самокиша, но из-за болезни прервал учёбу. Окончил Московский книжный техникум в 1934 году. Срочную службу он проходил в танковом полку 7-го механизированного корпуса.
Работал в газете «Крымский комсомолец» (1937—1941).

### Великая Отечественная война
В 1941 году по мобилизации был направлен в 71-й кавалерийский полк 48-й кавалерийской дивизии генерала Д. И. Аверкина. Старший сержант, командир лёгкого танка. Участвовал в оборонительных боях под Ишунью. После отступления к Севастополю через Южный берег и боя в окрестностях Алушты, поджёг неисправный танк и вместе с экипажем из-под деревни Кучук-Узень, с остатками войск дивизии ушёл в горы. С 6 ноября 1941 года был зачислен в 1-й, позднее 2-й партизанский отряд Б. Б. Городовикова политруком группы и одновременно пулемётчиком. За время пребывания в отряде проявил мужество, участвовал в 14 отрядных боях и во всех групповых операциях. 24 октября 1942 года был награждён орденом Красного Знамени.
Вспоминает лето 1942 года командир 4-го партизанского района Крыма, после войны писатель И. З. Вергасов: «Чуб прибыл в район с собственным комендантским взводом. Восемнадцать партизан. Но каких! .. .. Эмма Грабовецкий. Художник, человек интеллигентный. На выставке, где он демонстрировал свои полотна, волновался, как первоклассник, и никто не догадывался, что на груди этого человека, бывшего комиссара партизанского отряда, горит боевой орден Красного Знамени... Чубовцы, одним словом!».
После болезни зимой 1942 года был по воздуху эвакуирован на Кавказ в Сочи, после госпиталя художник пришёл в редакцию газеты «Красный Крым». Позже, вместе с редактором Евгением Степановым и печатником Сергеем (Севой) Лаганбашевым, снова был заброшен к партизанам в Крым. С августа 1943 года с партизаном Александром Стогнием в лесу выпускали листовки и газету «За Советский Крым» под руководством Евгения Степанова. Эммануил Маркович, награждённый позже медалью «Партизану Отечественной войны», с октября 1943 года стал комиссаром 21-го отряда 5-й бригады Северного соединения партизан Крыма. В феврале 1944 года был ранен осколками мины, снова эвакуирован на «Большую землю», об освобождении Симферополя узнал в госпитале, из которого сбежал в Симферополь, служил в эвакогоспитале.

### После войны
Член КПСС с 1941 года. После войны работал в газетах «Красный Крым» (1944—1952), «Боевая слава» (1945—1947), сотрудничал с Крымиздатом, занимался политическим и социальным плакатом. Постоянный сотрудник Симферопольского художественно-производственного комбината (1946—2000).  
Член Союза художников СССР (1953) и Союза художников Украины. Двадцать лет руководил отделами иллюстрации в редакциях крымских газет, продолжал творчество на пенсии. Участвовал в ветеранских организациях, принимал участие во встречах партизан.
В 2001 году переехал на постоянное жительство в Израиль. Умер 5 февраля 2007 года в Нетании, похоронен там же.

### Семья
В 1946 году женился на Нине Бру, студентке мединститута. Дочери Виктория и Мария, также воспитывали осиротевшего племянника, сына его сестры.

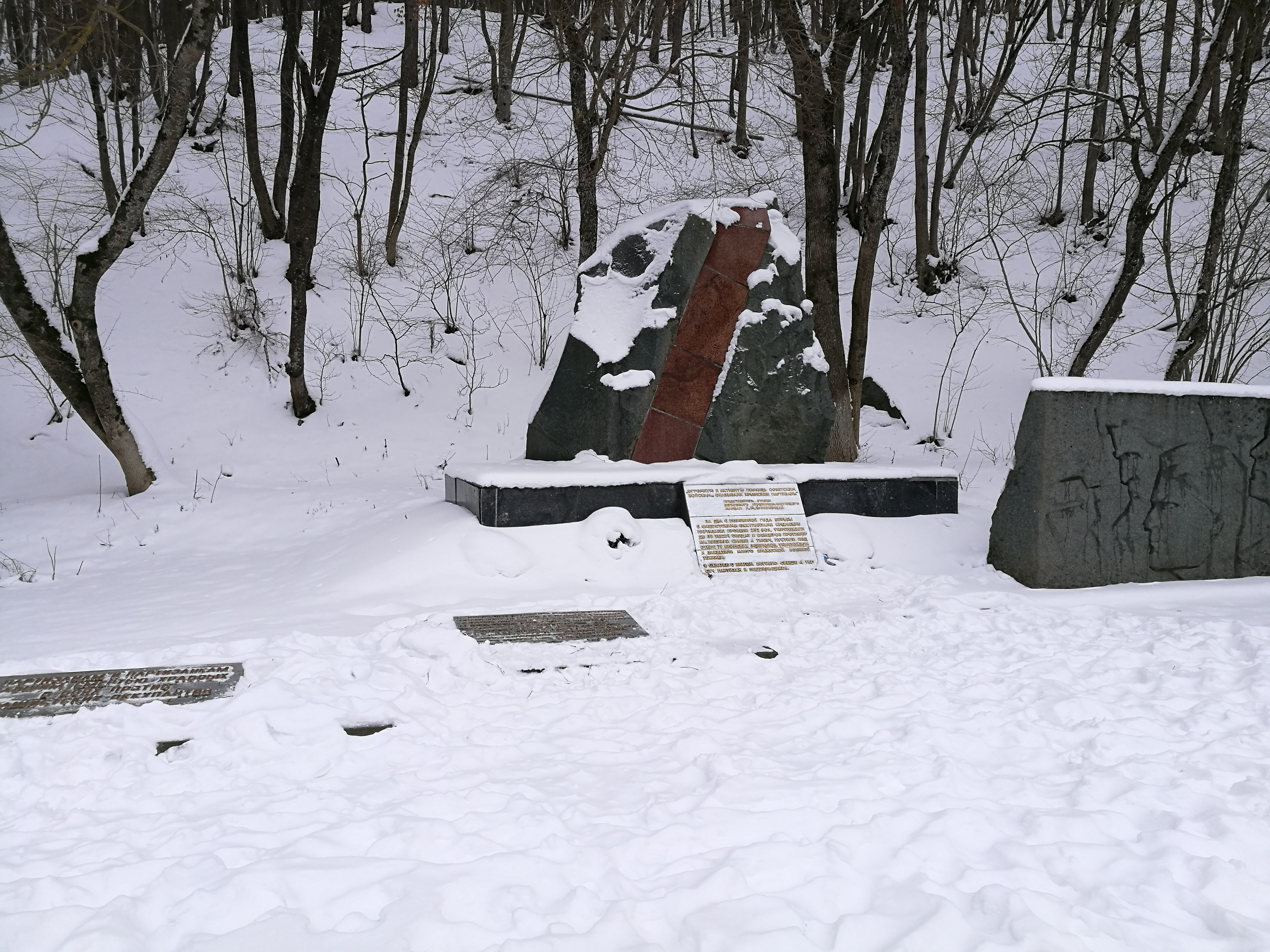
Памятный знак «Партизанская шапка», 1963 год, расположен на 27-м километре шоссе Симферополь-Алушта

## Творчество
Работал как станковый график, писал гуашью крымские пейзажи. Занимался политическим и социальным плакатом; автор плакатов: «Да здравствует 29-я годовщина Великой Октябрьской социалистической революции!» (1948), «Да здравствует 31-я годовщина Октябрьской революции» (1948), «Выберем в народные суды верных патриотов Социалистической Родины!» (1949), «А как вы готовитесь к фестивалю молодёжи?» (1956), «На фестиваль!» (1957). Участвовал в республиканских, всесоюзных, международных выставках плаката. 
В 1962—1963 годах за селом Перевальным, на 27-м километре шоссе слева от дороги, вблизи места, где её пересекала партизанская тропа, был сооружён памятник крымским партизанам «Партизанская шапка». Торжественно открыт 21 июня 1963 года. Идея создания мемориала принадлежала комиссару Северного соединения Н. Д. Луговому. Авторы проекта — художники Э. М. Грабовецкий (в годы войны участник партизанского движения в Крыму) и И. С. Петров, архитектор Л. П. Фруслов. Скульптор-исполнитель — Б. Ю. Усачёв. Памятник построен каменотёсами треста «Юждорстрой». 
Участвовал в выставках: областных (1945), республиканских (1956), зарубежных (1975). Основные произведения: «Партизаны» (1949), «Пейзажи Крыма» (1956), «Севастопольские зарисовки» (1977). Оформление книг «Семья Рубанюк» Е. Е. Поповкина (1947), «В горах Таврии» И. З. Вергасова (1949), «Море шумит» Д. М. Холендро (1950), «Пламя над Крымом» М. А. Македонского (1960; все - Симферополь). Станковая графика - «Последний катер» (1947), «Симферопольское водохранилище» (1955), «Скалы в Коктебеле» (1960), «Командир партизанского отряда Г. Красовский» (1969), «Яхты в Камышовой бухте», «Херсонес. Колокол» (1977), линогравюра «Командир 1-й партизанской бригады Ф. И. Федоренко» (1977), портреты участников партизанского движения Я. М. Саковича (1983), О. Г. Приходько (1983), «Симферополь» (1984). Произведения хранятся в Симферопольском художественном музее, Крымском краеведческом музее. 

## Награды
Орден Красного знамени (24.10.1942), медали: «За оборону Севастополя» (22.12.1942), «Партизану Отечественной войны» I степени (04.05.1945), «За победу над Германией в Великой Отечественной войне 1941–1945 гг.» (09.05.1945).